# 賀島政之
賀島 政之（かしま まさゆき、延宝4年（1676年） - 享保17年8月6日（1732年9月24日））は、徳島藩家老賀島家6代当主。
父は賀島冬知。母は長江貞辰の女。養父は賀島重郷。子は賀島政直、賀島政朝、賀島政良。幼名は半太郎。通称は和泉、主水。

## 経歴
延宝4年（1676年）、賀島冬知の子として生まれる。冬知は4代重玄の弟である。
天和3年（1683年）、藩主蜂須賀綱矩に御目見する。元禄4年（1691年）、元服する。貞享2年（1685年）、本家賀島重郷の遺跡を相続する。元禄7年（1694年）、仕置家老を拝命する。享保元年（1716年）、長男政直が仕置家老となる。享保12年（1727年）、相続時に藩に召し上げとなっていた旧領那賀郡中林村、名東郡黒田村を返還される。享保13年（1728年）、病の政之に代わって、江戸に出府していた長男政直が、藩主蜂須賀宗員の不興を被り、国許に戻されて閉門処分となる。享保15年（1730年）、失政を咎められ、家老職を解任されて、隠居閉門を命じられる。家督は、子の政朝が養子先から実家に戻り、6000石に減封されて相続した。
享保17年（1732年）8月6日死去。享年57。